# Liste der Kulturdenkmale in Kuchen (Gemeinde)

Wappen von Kuchen

In der Liste der Kulturdenkmale in Kuchen (Gemeinde) werden unbeweglichen Bau- und Kunstdenkmale in der Gemeinde Kuchen aufgelistet. Diese Liste ist noch unvollständig.

## Allgemein
- Bild: Zeigt ein ausgewähltes Bild aus Commons, „Weitere Bilder“ verweist auf die Bilder im Medienarchiv Wikimedia Commons.
- Bezeichnung: Nennt den Namen, die Bezeichnung oder die Art des Kulturdenkmals.
- Lage: Straßenname und Hausnummer oder Flurstücknummer des Kulturdenkmals, gegebenenfalls auch den Ortsteil. Die Grundsortierung der Liste erfolgt nach dieser Adresse. Der Link (Karte) führt zu verschiedenen Kartendiensten mit der Position des Kulturdenkmals. Fehlt dieser Link, wurden die Koordinaten noch nicht eingetragen. Sind diese bekannt, können sie über ein Tool mit einer Kartenansicht einfach nachgetragen werden. In dieser Kartenansicht sind Kulturdenkmale ohne Koordinaten mit einem roten bzw. orangen Marker dargestellt und können durch Verschieben auf die richtige Position in der Karte mit Koordinaten versehen werden. Kulturdenkmale ohne Bild sind an einem blauen bzw. roten Marker erkennbar.
- Datierung: Baubeginn, Fertigstellung, Datum der Erstnennung oder grobe zeitliche Einordnung entsprechend des Eintrags in der zuständigen Denkmaldatenbank (Landesamt für Denkmalpflege Baden-Württemberg).
- Beschreibung: Kurzcharakteristik des Kulturdenkmals.

## Liste
| Bild           | Bezeichnung                                  | Lage | Datierung                      | Beschreibung | ID |
| -------------- | -------------------------------------------- | --- | ------------------------------ | --- | -- |
|                | Wallanlage der Hunnenburg                    | Flur Hunnenburg (Karte) | Wahrscheinlich 11. Jahrhundert | Die Wallanlage der Hunnenburg befindet sich westlich von Kuchen im Wald. Geschützt nach § 2 DSchG | BW |
|                | Rabenloch-Höhle                              | Flur Rabenloch |                                | Der Felsunterstand, welcher Rabenloch genannt wird, befindet sich nördlich von Kuchen im Wald. Geschützt nach § 2 DSchG |    |
| Weitere Bilder | Burg Spitzenberg                             | Flur Spitzenberg, Schloßberg (Flstnr. 1037/1) (Karte)                                                                           | Wahrscheinlich vor 1100        | Die abgegangene Burg Spitzenberg befindet sich etwa einen Kilometer westlich von Kuchen auf einem Bergkegel. Heute findet sich hier noch ein trapezförmiger Burgplatz mit umschließenden Wall- und Grabenanlagen. Zerstört wurde die Burg in dem Reichskrieg von 1311–1312 gegen den Grafen Eberhard. Geschützt nach § 28 DSchG |    |
| Weitere Bilder | Staub’sche Fabrikanlage mit Arbeiterquartier | Auf der Fabrik 1, Bleicherstraße 17, 19, Im Gewerbepark 14, Neckarstraße 64, 66, 68, 71, Weberallee 1, 3, 5, 7, Zwirnerstraße 3 | Ab dem 19. Jahrhundert         | Die staub’sche Fabrikanlage mit Arbeiterquartier liegt am nördlichen Rand von Kuchen. Es handelt sich um eine ehemalige Baumwollspinnerei mit Arbeitersiedlung, die neben Wohnhäusern auch ein Bad, eine Apotheke, eine Bibliothek und einen Saal beinhaltet. Das Arbeiterquartier besteht aus 45 Wohneinheiten, welche insgesamt Platz für 250 Arbeiter beinhalten. In dem Zentrum des Quartiers liegt das sogenannte Square, welches als Park diente. Arnold Staub, der Gründer dieser Arbeitersiedlung, wollt mit ihrem Bau die Bindung von Arbeitern an seine Fabrik erzielen. Geschützt nach §§ 2, 12 DSchG |    |
|                | Evangelische Pfarrkirche St. Jakobus         | Kirchgasse 11 | Im Kern 13. Jahrhundert        | Die evangelische Pfarrkirche St. Jakobus liegt zentral in Kuchen. Geschützt nach § 28 DSchG |    |